# Англ (Горњи Пиринеји)
Англ (фр. Angles) насеље је и општина у јужној Француској у региону Миди Пирене, у департману Горњи Пиринеји која припада префектури Аржеле Газо.
По подацима из 2011. године у општини је живело 125 становника, а густина насељености је износила 40,32 становника/km². Општина се простире на површини од 3,1 km². Налази се на средњој надморској висини од 400 метара (максималној 647 m, а минималној 407 m).

## Демографија
| 1962. | 1968. | 1975. | 1982. | 1990. | 1999. | 2011. |
| ----- | ----- | ----- | ----- | ----- | ----- | ----- |
| 162   | 151   | 130   | 134   | 145   | 141   | 125   |

График промене броја становника у току последњих година